# Liste der Monuments historiques in Bugnières
Die Liste der Monuments historiques in Bugnières führt die Monuments historiques in der französischen Gemeinde Bugnières auf.

## Liste der Objekte
| Bezeichnung                            | Beschreibung                      | Standort                                       | Kennzeichnung | Schutzstatus | Datum | Bild |
| -------------------------------------- | --------------------------------- | ---------------------------------------------- | ------------- | ------------ | ----- | ---- |
| Gemälde Steinigung des heiligen Stefan | Ölfarbe auf Holz, 16. Jahrhundert | in der Kirche Notre-Dame-de-la-Nativité (Lage) | PM52000199    | Classé       | 1975  |      |